# Parc quasi national d'Okinawa Kaigan
Le parc quasi national d'Okinawa Kaigan (沖縄海岸国定公園, Okinawa Kaigan Kokutei Kōen) est un parc quasi national situé dans préfecture d'Okinawa, au Japon. Créé le 15 mai 1972, il s'étend sur 103,20 km2.

## Histoire
Le 1er octobre 1965, le gouvernement des îles Ryūkyū fonde le parc d'Okinawa Kaigan. Cinq ans plus tard, au cours du processus de restitution d'Okinawa au Japon par les États-Unis, celui-ci est promu parc quasi national d'Okinawa Kaigan (superficie : 103,20 km2),,. Le 5 mars 2014, une partie de l'archipel Kerama appartenant à celui-ci est transformée en parc national de Kerama Shotō. En 2016, le reste du parc quasi national est intégré au parc national de Yanbaru,.